# Diplycosia rufa
Diplycosia rufa är en ljungväxtart som beskrevs av Otto Stapf. Diplycosia rufa ingår i släktet Diplycosia och familjen ljungväxter. Inga underarter finns listade i Catalogue of Life.